# Шмитько, Сергей Николаевич
Сергей Николаевич Шмитько (род. 1935) — советский и российский спортивный журналист, поэт, прозаик. Член Союза писателей Москвы и Русского ПЕН-центра.

## Биография
Родился 11 января 1935 года в Москве. Служил на Северном флоте вместе с будущим знаменитым поэтом Николаем Рубцовым, вместе работали во флотской газете «На страже Заполярья». В 1957 году завоевал на мурманском областном поэтическом конкурсе путёвку на Всемирный фестиваль молодёжи и студентов в Москве. Окончил Литературный институт (Рубцов учился на курс младше).
Карьера журналиста Шмитько началась в 1960 году, когда в газете «Красная Звезда» вышел его первый репортаж о футбольном матче. Работал в газете «Советский спорт», еженедельниках «Футбол», «Футбол-Экспресс», «Футбол Ревю» и других изданиях. В настоящее время — в журнале «Физкультура и спорт»
Лауреат нескольких литературных и журналистских премий. Автор книг о футболе и сборников стихов.